# Michal Malacka
Michal Malacka (ur. 8 czerwca 1973) – czeski prawnik, naukowiec i działacz akademicki.
W latach 2001−2007 piastował urząd dziekana Wydziału prawa Uniwersytetu Palackiego w Ołomuńcu. W chwili objęcia urzędu był on najmłodszym dziekanem na świecie.